# خلل التنسج الدرزي القحفي العدسي
خلل التنسج الدرزي القحفي العدسي (CLSD، أو متلازمة Boyadjiev – Jabs) هو مرض يحدث عند حديثي الولادة أو في مرحلة الطفولة ناتج عن اضطراب في الكروموسوم الرابع عشر. إن هذا المرض هو عبارة عن اضطراب وراثي جسمي متنحي، ما يعني أنه يجب أن يتم توريث كلا الجينين المتنحيين من كل والد حتى يظهر. يتسبب المرض في تمدد كبير في الشبكة الإندوبلازمية في الخلايا الليفية للمضيف المصاب بخلل التنسج الدرزي القحفي العدسي. بسبب تمدد الشبكة الإندوبلازمية، يعطل تصدير البروتينات (مثل الكولاجين) من الخلية.
يشارك إنتاج بروتين SEC23A في مسار تصدير الكولاجين (مسار COPII)، لكن الطفرة الخاطئة تسبب نقص إنتاج SEC23A ما يثبط المسار، الأمر الذي يؤثر على إفراز الكولاجين. يمكن أن يؤدي هذا الانخفاض في إفراز الكولاجين إلى عيوب في العظام والتي تعد أيضًا من سمات المرض، مثل خلل التنسج الهيكلي ونقص التعظم. يساهم انخفاض الكولاجين في الأفراد المصابين بخلل التنسج الدرزي القحفي العدسي في تكوين غير سليم للعظام، لأن الكولاجين هو بروتين رئيسي في المصفوفة خارج الخلوية ويساهم في تمعدن العظام بشكل مناسب. جرى الافتراض أيضًا أن هناك عيوبًا أخرى في الشفرة الجينية إلى جانب SEC23A تساهم في حدوث هذا الاضطراب.

## العلامات والأعراض
فيما يلي الأعراض المميزة للأفراد المصابين بهذا الاضطراب. قد يظهر على الأفراد بعض أو معظم أو كل هذه الأعراض طوال حياتهم، على الرغم من أن الأعراض قد تختلف من مريض لآخر.
- شعر غير طبيعي (خشن، كثيف، هش)
- نقص تمعدن الجمجمة (جمجمة رخوة)
- عدسة عين معتمة على شكل Y بعمر 1-2 سنوات
- عيوب الهيكل العظمي
- فرط تباعد العينين (عيون واسعة)
- تشوهات الوجه
- الإغلاق المتأخر لليافوخ
- تراكم غير طبيعي للبروتينات في الشبكة الإندوبلازمية
- الجنف
- جبهة وأنف واسعين
- الأسنان المفقودة أو الصغيرة أو وضع الأسنان غير الطبيعي
- ضعف تكلس الجمجمة
- قدم مسطحه
- تأخر حركي
- فقرات غير طبيعية
- جبين بارز
- جسر أنف مرتفع
- ورم وعائي شعري
- تأخر بزوغ الأسنان
- شق طويل في الشفة العلوية
- فم كبير
- ارتفاع الحنك المقوس
- ضيق الوركين والقفص الصدري
- شفاه رقيقة
- أكتاف ضيقة ومنحدرة
- فرط تصبغ
- المفاصل شديدة التمدد

يبدأ المرض في نمو الأطفال حديثي الولادة والرضع، وتميل الأعراض إلى الظهور بعد الولادة بفترة وجيزة.

## السبب
يحدث خلل التنسج الدرزي القحفي العدسي بسبب طفرة مغلوطة في منطقة 14q13-q21 من الكروموسوم 14، حيث يترجم الحمض الأميني فينيل ألانين ويستبدل بالليوسين. ترمز تسلسلات الأحماض الأمينية في الحمض النووي لكل خلية في الكائن الحي، والتي تنسخ إلى الحمض النووي الريبي (RNA) ثم يترجم في الريبوسوم (في هذه الحالة، يتم ربط الريبوسوم بالشبكة الإندوبلازمية) التي تنتج سلسلة من الأحماض الأمينية التي تتكون منها بروتين. إذا كان تسلسل الأحماض الأمينية غير صحيح، فلن يصنع بروتينًا وظيفيًا. تؤدي الطفرة المغلوطة في خلل التنسج الدرزي القحفي العدسي إلى تعطيل بروتين SEC23A، المسؤول عن إغلاق مسار COPII.

## آلية
تتمثل الوظيفة الرئيسية لبروتين SEC23A في التحلل المائي أو تكسير جزيء غوانوزين ثلاثي الفوسفات (GTP) المرتبط ببروتين SAR1A في بداية مسار COPII. توفر الطاقة المنبعثة من كسر رابطة GTP الطاقة اللازمة للخضوع لتفاعل آخر. يؤدي هذا إلى إلغاء طلاء الحويصلة (غشاء مرتبط بغشاء يحمل الجزيئات) التي تحتوي على بروتين إفرازي مخصص للتعبئة في جهاز غولجي بالخلية. يكشف فك الحويصلة عن بروتينات SNARE اللازمة لربط الحويصلة بموقع الغشاء على الشبكة الإندوبلازمية. تمنع طفرة في جين SEC23A الحويصلة من الانكماش، لذا لن ترتبط بموقع المستقبل على الشبكة الإندوبلازمية ليطلق في السيتوبلازم لنقلها إلى جهاز غولجي. وبالتالي، سوف تتراكم الحويصلات في الشبكة الإندوبلازمية، ما يؤدي إلى تضخمها أو تمددها. في النهاية، يتسبب هذا في ظهور الأعراض القحفية الوجهية لدى مرضى خلل التنسج الدرزي القحفي العدسي. ربما يكون هذا بسبب الإفراز غير الطبيعي للكولاجين وربما البروتينات الإفرازية الأخرى التي تراكمت في الشبكة الإندوبلازمية. الكولاجين مسؤول عن تعظم الجمجمة، من بين أمور أخرى.

## التشخيص

### تصنيف
شذوذ نادر في النمو أثناء التطور الجنيني
مرض وراثي نادر
مرض نادر في العظام

## العلاج
يركز علاج خلل التنسج الدرزي القحفي العدسي بشكل كبير على علاج أعراض الاضطراب، لأنه ما يزال في المراحل المبكرة من البحث. علاج الأعراض هو أيضًا الخيار الوحيد بسبب الطبيعة الجينية للاضطراب. قد يشمل العلاج إجراء عمليات جراحية لتصحيح التشوهات في الوجه والقحف أو جلسات علاجية للمساعدة في تخفيف التشوهات السلوكية المرتبطة بالاضطراب.

## الإنذار
على الرغم من أن الأطفال المصابين بخلل التنسج الدرزي القحفي العدسي سوف يواجهون مشاكل طوال حياتهم، لكن علاج هذا المرض حتى الآن هو عرضي. ومع ذلك، فإن الإنذار جيد. في وقت نشر أحدث المقالات، كان الأطفال الذين قد شخصوا ما يزالون على قيد الحياة وقد تجاوزوا سن 4 سنوات. ما تزال البروتينات الطافرة تحافظ على بعض النشاط المتبقي، ما يسمح بإطلاق بعض الكولاجين، لكنها ما تزال تشكل شبكة إندوبلازمية منتفخة للغاية.

## التكرار
- يُقدر أن العيوب الخلقية المصحوبة بأعراض مرتبطة بـخلل التنسج الدرزي القحفي العدسي
- تؤثر على واحد من كل 500 إلى 1000 طفل في الولايات المتحدة الأمريكية.[5]
- يُنصح بتقييم خلل التنسج الدرزي القحفي العدسي في جميع المرضى الذين يعانون من اليافوخ المغلق المتأخر وفرط تباعد العينين.
- عثر على حالة حديثة لرجل قوقازي مصاب بطفرة وراثية SEC23 من الأب مصحوبة بطفرة أخرى غير معروفة تؤدي إلى ظهور أعراض خلل التنسج الدرزي القحفي العدسي على الرغم من الجين الموروث من الأم سليم.[4]
- يُظهر قياس الشبكيات الإندوبلازمية لدى الوالدين والمريض تمددًا في كل من الأب والطفل، ولكن ليس في الأم مقارنةً بالمقياس القياسي. كان الطفل متمددًا بدرجة أكبر من الأب والأم.[4]
- قد يكون تواتر الاضطراب أكبر مما كان يُعتقد سابقًا، وقد يكون مرتبطًا بشكل أوثق بجميع حالات اليافوخ المغلق المتأخر وفرط تباعد العينين.

## تاريخيًا
اكتشف خلل التنسج الدرزي القحفي العدسي لأول مرة من قبل سيميون بويادجيف بويد، رئيس قسم علم الوراثة في مستشفى الأطفال بجامعة كاليفورنيا في ديفيس، في عام 2003. عثر على خلل التنسج الدرزي القحفي العدسي من الأقارب (يشتركون في سلف مشترك) من عائلة سعودية من أصل بدوي. ورث الأطفال المصابون الجين المعيب من والديهم (بويادجيف، 1193).
عثر على ذكر قوقازي أيضًا لديه أعراض المرض، لكنه يمتلك كروموسومًا معيبًا واحدًا فقط. أظهرت قياسات الشبكة الإندوبلازمية لوالدته وأبيه أن الأم لديها نمط ظاهري طبيعي، والأب لديه شبكة إندوبلازمية متمددة قليلًا، وكان لدى الابن المصاب شبكة إندوبلازمية متمددة إلى حد كبير. بسبب القياسات الطبيعية التي قد حصل عليها من الأم، استنتج أن الأب كان مسؤولًا عن أعراض الابن وافترض أن هناك طفرة أخرى على الكروموسوم 14 تسببت في ظهور المرض دون وجود مرض ثانوي يحمل الكروموسوم الذي كان سيرثه من والدته.
يرتبط بطفرة تغير ترجمة فينيل ألانين إلى لوسين في SEC23A.

## البحث الحالي
بالاستفادة من الأجنة الشفافة لأسماك الزرد، تم تربيتها مع طفرة SEC23A وملاحظة مشاكل النمو. هذه يمكن أن تعطي فكرة عن الأعراض التي لا يمكن ملاحظتها في رحم الإنسان. تشمل الملاحظات:
- علامات في تطور غضروف الرأس
- علامات الاضطراب في جميع الغضاريف العصبية القحفية والحشوية في الرأس
- عمليات كتفية غرابية وخلف غضروفية من الزعنفة الصدرية والحافة البعيدة للقرص الهيكلي
- قصر الطول الكلي للجسم.[5]